# Jak-23
Jak-23 (ros. Як-23) – radziecki odrzutowy myśliwiec z końca lat 40., zaprojektowany w biurze konstrukcyjnym Jakowlewa. W kodzie NATO oznaczany był jako Flora. Używany był w latach 50. XX wieku.

## Historia
Jak-23 został zaprojektowany jako prosty i lekki myśliwiec odrzutowy o dużej manewrowości, z własnej inicjatywy Aleksandra Jakowlewa w jego biurze konstrukcyjnym. Był on rozwinięciem koncepcji wcześniejszych myśliwców Jak-15 i Jak-17; powtarzając ich nieortodoksyjny redanowy układ konstrukcyjny z silnikiem odrzutowym w nosie kadłuba i dyszą wylotową pod kadłubem, lecz jego konstrukcja była całkowicie nowa. Napęd Jaka-23 stanowił brytyjski silnik turboodrzutowy Rolls-Royce Derwent V, skopiowany w ZSRR jako Klimow RD-500. Proste skrzydła o profilu laminarnym były zapożyczone z wcześniejszej konstrukcji Jak-19, zbudowanej w konwencjonalnym układzie z silnikiem w tylnej części kadłuba. Prace rozpoczęto w 1947 roku, jednocześnie biuro Jakowlewa pracowało nad myśliwcem Jak-25 zgodnym z wymaganiami Rady Ministrów z marca tego roku. Władze przemysłu lotniczego zaaprobowały jednak także do realizacji projekt Jak-23, zobowiązując biuro do dopracowania go do 30 lipca 1947.
Prototyp Jak-23 został oblatany 8 lipca 1947 (pilot Michaił Iwanow, niektóre źródła mówią o 17 czerwca). 3 sierpnia wziął udział w paradzie lotniczej w Tuszynie. Od listopada 1947 do marca 1948 przeszedł próby państwowe. Samolot oceniono jako wysoce manewrowy, dysponujący dużym przyspieszeniem i prędkością wznoszenia oraz dobrymi charakterystykami startu i lądowania, dzięki lekkiej konstrukcji, dającej przy mocnym silniku wysoki stosunek ciągu do masy. Był on szybszy od wcześniejszych myśliwców Jakowlewa i od MiG-9 (podczas prób uzyskał 932 km/h). Samolot mógł bazować z lotnisk gruntowych. Wadami była słaba stabilizacja podłużna w locie z maksymalnymi prędkościami (ok. Ma=0,86), podnoszenie nosa samolotu przy gwałtownym zwiększaniu ciągu (wynikające z odchylenia osi silnika w dół) oraz brak hamulców aerodynamicznych. Brak hermetyzowanej kabiny ograniczał jego praktyczne zastosowanie na większych wysokościach. 14 lipca 1948 drugi prototyp uległ katastrofie (prawdopodobnie spowodowanej kolizją), w której zginął oblatywacz Michaił Iwanow. Mimo wdrożenia w tym samym czasie produkcji myśliwców nowej generacji ze skośnymi skrzydłami (MiG-15 i Ła-15), Jak-23 również został pod koniec roku 1948 zaakceptowany przez władze do produkcji seryjnej, jako lekki myśliwiec do walki na mniejszych wysokościach. Wygrał przy tym w konkurencji z przewidzianym jako podstawowy projekt Jakowlewa myśliwcem Jak-25 (pierwszym o tej nazwie), o klasycznym układzie konstrukcyjnym, z silnikiem odrzutowym RD-500 w tylnej części kadłuba i prostymi skrzydłami, mimo jego lepszych osiągów.
Z uwagi na opóźnienia z silnikami, pierwsze samoloty seryjne Jak-23 zbudowano w fabryce nr 31 w Tbilisi dopiero w październiku 1949. Ponieważ jednak Jak-23 nieporównanie ustępował nowym myśliwcom ze skośnymi skrzydłami, produkcję wstrzymano w 1950 po zbudowaniu 310 samolotów.
Oprócz myśliwca opracowano w 1949 dwumiejscowy samolot szkolno-treningowy Jak-23UTI (lub UTI Jak-23), z drugą kabiną zabudowaną przed dotychczasową kabiną, osłoniętą wspólną osłoną. W ostatecznej wersji kadłub był przedłużony o 20 cm, a druga kabina – instruktora miała nieco podwyższoną wypukłą osłonę. Uzbrojenie stanowił jeden wkm 12,7 mm UBS. Publikacje są rozbieżne na temat, czy zbudowano małą serię tych samolotów, czy też nie wyszedł on poza stadium prototypu w związku z zakończeniem produkcji Jaka-23 (według nowszych publikacji, pozostał jedynie prototypem).
Oprócz ZSRR, prototyp samolotu szkolno-treningowego Jak-23DC opracowała w 1956 roku Rumunia, przebudowany z jednomiejscowego. Miał on dodatkową kabinę instruktora zamontowaną za dotychczasową, w miejscu zbiornika paliwa, nie posiadał uzbrojenia. Nie był budowany w większej ilości.

## Służba
Pod koniec 1949 Jaki-23 weszły do służby w radzieckich siłach powietrznych, używane w drugorzędnych okręgach wojskowych (północnokaukaskim i nadwołżańskim; według starszych publikacji – na terenie Polski). Na początku 1950 jeden z Jaków-23 przeszedł badania wojskowe na lotnisku koło Groznego.
Już około 1951 zostały wycofane, w związku z pojawieniem się samolotów MiG-15 w większej liczbie.
Już w 1949 Jaki-23 zostały skierowane na eksport. Nieznana ilość trafiła do Albanii w 1951, Małe ilości wyeksportowano do Czechosłowacji (20, nazywanych S-101) w 1949, Bułgarii (co najmniej 12 w 1949), Rumunii (40, od 1951), Węgry używały tych samolotów w latach 1950-1956. Według raportów pilotów amerykańskich, Jaki-23 miały być spotykane przez nich podczas wojny koreańskiej , jednakże brak jest potwierdzenia posiadania Jaków-23 przez KRLD lub Chiny. W Czechosłowacji planowano podjęcie produkcji licencyjnej, z czego jednak zrezygnowano. Pojedynczy Jak-23 został uzyskany przez amerykańskie służby specjalne, prawdopodobnie za pośrednictwem Jugosławii i był testowany w USA w listopadzie 1953 z amerykańskimi znakami, po czym zwrócony.
Głównym użytkownikiem Jaków-23 poza ZSRR była Polska, posiadając 100 samolotów (90 zakupionych od ZSRR w 1950 i 10 od Czechosłowacji w 1953). Pierwsze z nich, niezmontowane, otrzymała 6 stycznia 1951 roku. 20 marca tego roku 1 Pułk Lotnictwa Myśliwskiego rozpoczął codzienne szkolenie bojowe na nowych samolotach. Pierwszy raz zaprezentowano je publicznie na paradzie 26 sierpnia 1951 roku nad Warszawą. Samoloty rozdzielono pomiędzy 11 pułków lotniczych, poczynając od 1. i 2. Pułku Lotnictwa Myśliwskiego, gdzie były używane do przeszkalania pilotów na samoloty odrzutowe. Z pierwszej linii zostały wycofane na przełomie 1953 i 1954 roku – ostatni 2. PLM używał ich do sierpnia 1954. Używane były dalej w malejącej liczbie w szkołach lotniczych i od 1957 roku w dwóch pułkach szkolno-bojowych w Radomiu (60.) i Tomaszowie Mazowieckim 63.) do 1 września 1959 roku, kiedy ostatnie 32 zostały skasowane. Planowano w 1950 roku podjęcie produkcji licencyjnej w WSK-Mielec pod oznaczeniem G-3, z czego jednak zrezygnowano, na korzyść licencji MiGa-15.
W 1956 dwa samoloty zostały przekazane polskiemu lotnictwu cywilnemu – Instytutowi Lotnictwa do prób. Otrzymały one znaki SP-GLK i SP-GLL, przy czym drugi został wkrótce przeznaczony na części. 21 września 1957 pilot Andrzej Abłamowicz ustanowił na Jaku SP-GLK dwa rekordy świata w tej klasie wielkościowej: wznoszenia na wysokość 3000 m w czasie 119 sekund i na wysokość 6000 m w czasie 197 s. Samolot ten został skreślony z rejestru statków powietrznych 28 listopada 1961 roku, będąc prawdopodobnie ostatnim używanym Jakiem-23 na świecie.

## Opis techniczny
Jednosilnikowy jednomiejscowy średniopłat o prostych skrzydłach, konstrukcji metalowej, pokryty blachą duraluminiową. Kadłub półskorupowy z pracującym poszyciem. Wlot powietrza do silnika z przodu kadłuba. Silnik odrzutowy w przedniej części kadłuba, odchylony w dół w stosunku do osi podłużnej kadłuba o 4°30'. Przednia część kadłuba była odejmowana w całości w celu zapewnienia łatwego dostępu do silnika. Dysza wylotowa silnika pod kadłubem, na wysokości kabiny pilota, za nią dolna część kadłuba pokryta stalą żaroodporną. Skrzydła jednoczęściowe, dwudźwigarowe proste, o profilu laminarnym (względna grubość profilu 12%). Usterzenie klasyczne, wolnonośne. Kabina pilota zamknięta, oszklona pleksiglasem, z fotelem wyrzucanym. Osłona składała się z trzyczęściowego stałego wiatrochronu z przednią szybą pancerną grubości 57 mm i wypukłej osłony odsuwanej do tyłu. Podwozie samolotu trójpodporowe, chowane; golenie główne wciągane do skrzydeł i kadłuba.
Silnik turboodrzutowy ze sprężarką odśrodkową RD-500 o ciągu do 1590 kg (15,9 kN). Pięć zbiorników paliwa w kadłubie o pojemności 910 l, ponadto na końcach skrzydeł można było podwieszać zbiorniki odrzucane o pojemności po 190 l. Wyposażenie: radiostacja RSI-6K, radiopółkompas RPKO-10M, nadajnik systemu swój-obcy SCz-3.

## W muzeach
Samoloty Jak-23 są eksponowane w następujących muzeach:
- Muzeum Sił Powietrznych w Dęblinie - Jak-23 nr taktyczny 087
- Lubuskie Muzeum Wojskowe w Drzonowie - Jak-23 nr taktyczny 06, nr seryjny 807
- Muzeum Lotnictwa Polskiego w Krakowie - Jak-23 nr taktyczny 16, nr seryjny 1216
- Muzeum im. Orła Białego w Skarżysko-Kamiennej - Jak 23 nr taktyczny 21

Pozostałe zachowane egzemplarze:
- Pomnik w Krakowie, w dzielnicy Bielany - Jak-23 nr taktyczny 1616
- Eksponat w Instytucie Lotnictwa w Warszawie - Jak-23 wypożyczony z Muzeum Wojska Polskiego w Warszawie w celu wykonania remontu, obecnie prawa strona w malowaniu cywilnym Instytutu Lotnictwa z rejestracją SP-GLK, lewa strona w malowaniu Sił Powietrznych USA z nr taktycznym FU599[11]
- Eksponat w Zakopanem na terenie Wojskowego Ośrodka Szkoleniowo-Kondycyjnego Gronik - Jak-23 nr taktyczny 1957